# Yuehua Entertainment
Yuehua Entertainment (, Hangul: 위에화 엔터테인먼트) – prywatna międzynarodowa firma rozrywkowa i agencja talentów z siedzibą w Pekinie, w Chinach. Firma została założona w czerwcu 2009 roku. Yuehua zajmuje się produkcją i dystrybucją produkcji telewizyjnych, produkcją filmów, zarządzaniem i szkoleniem artystów, produkcją muzyki i teledyskow, public relations i marketingiem rozrywki. Yuehua Entertainment współpracuje z południowokoreańskimi firmami Pledis Entertainment, Starship Entertainment i SM Entertainment.
Yuehua Entertainment otrzymało finansowanie serii B od Gravity Media i CMC Capital w sierpniu 2014 roku. CMC Capital zainwestował 49 milionów dolarów w firmę i stał się jej strategicznym udziałowcem po zakończeniu finansowania. W 2014 roku Yuehua Entertainment założył koreański oddział w Gangnam-gu, w Seulu, w Korei Południowej. Yuehua ogłosiło plany dalszej ekspansji swoich oddziałów w Korei w lutym 2016 roku. W 2019 roku koreański oddział Yuehua Entertainment przeprowadził się do nowego budynku.

## Chiny
Zespoły
- NEXT
- YHBOYS
- YHGIRLS
- D5
- DAYLIGHT

Soliści
- Mai Meng (od 2009)
- Han Geng (od 2010)
- Angela (od 2010)
- Zhang Yao (od 2012)
- Shawn (od 2012)
- Lucy Wang (od 2012)
- Ma Song (od 2013)
- Xiao Fei (od 2013)
- Nana Tse (od 2013)
- Ivy (od 2015)
- Owodog (od 2017)
- Cherry Ho (od 2017)
- Xi Wang (od 2019)
- Wang Yibo (od 2016)
- Meng Meiqi (od 2016)

Aktorzy
- Zhou Yixuan
- Li Wenhan
- Wang Yibo
- Bi Wenjun
- Ding Zeren
- Cheng Xiao

## Korea Południowa
Zespoły
- UNIQ
- Cosmic Girls (zarządzany z Starship Entertainment)
- Hyeongseop X Euiwoong
- Everglow
- Tempest

Soliści
- Cho Seung-youn / WOODZ (UNIQ)
- Choi Ye-na

Aktorzy
- Lee Do-hyun
- Kim Sung-joo
- Bona